# تاريخ الديمقراطية الاجتماعية
الديمقراطية الاجتماعية نشأت كإيديولوجيا داخل الحركات العمالية والاشتراكية، وكانت تهدف في مراحل كثيرة إلى ثورة اجتماعية للابتعاد عن الرأسمالية نحو اقتصاد ما بعد الرأسمالية مثل الاشتراكية، وذلك عبر ثورة غير عنيفة كما حال الاشتراكية الثورية، أو تأسيس دولة الرفاهية ودعمها. ترجع أصولها إلى ستينيات القرن التاسع عشر كاشتراكية ثورية مرتبطة بالماركسية الأرثوذكسية. وابتداءً من تسعينيات القرن التاسع عشر، كان هناك خلاف بين الاشتراكيين الديمقراطيين الثوريين الملتزمين مثل روزا لوكسمبورغ والديمقراطيين الاجتماعيين الإصلاحيين. وقد انحاز الديمقراطيون الاجتماعيون الإصلاحيون إلى الماركسيين التطوريين مثل إدوارد برنشتاين، الذين دعموا نهجًا أكثر تدريجًا يرتكز على الديمقراطية الليبرالية والتعاون عبر الطبقات. ومثّل كارل كاوتسكي موقفًا وسطيًا. وبحلول العشرينيات من القرن العشرين، أصبحت الديمقراطية الاجتماعية هي الاتجاه السياسي المهيمن، جنبًا إلى جنب مع الشيوعية، داخل الحركة الاشتراكية الدولية، وتعد شكلًا من أشكال الاشتراكية الديمقراطية بهدف تحقيق الاشتراكية سلميًا. وفي عام 1910، انتشرت الديمقراطية الاجتماعية في جميع أنحاء العالم وانتقلت نحو الدعوة إلى تغيير تطوري من الرأسمالية إلى الاشتراكية باستخدام العمليات السياسية الراسخة مثل البرلمان. وفي أواخر العقد الأول من القرن العشرين، أعادت الأحزاب الاشتراكية الملتزمة بالاشتراكية الثورية تسمية نفسها على أنها أحزاب شيوعية، الأمر الذي سبب انقسامًا في الحركة الاشتراكية بين المؤيدين لثورة أكتوبر وأولئك الذين يعارضونها. أعاد الديمقراطيون الاشتراكيون الذين عارضوا البلاشفة تسمية أنفسهم في وقت لاحق على أنهم اشتراكيون ديمقراطيون من أجل تسليط الضوء على اختلافهم عن الشيوعيين ولاحقًا في عشرينيات القرن العشرين عن الماركسيين اللينينيين، الذين اختلفوا معهم حول مواضيع مثل معارضتهم للديمقراطية الليبرالية مع مشاركتهم الجذور الأيديولوجية ذاتها.
في أوائل حقبة ما بعد الحرب، رفض الاشتراكيون الديمقراطيون في أوروبا الغربية النموذج السياسي والاقتصادي الستاليني، الذي كان ساريًا آنذاك في الاتحاد السوفيتي. وقد ألزموا أنفسهم إما بطريق بديل للاشتراكية أو للتسوية بين الرأسمالية والاشتراكية. وخلال فترة ما بعد الحرب، تبنى الديمقراطيون الاجتماعيون فكرة الاقتصاد المختلط القائم على هيمنة الملكية الخاصة، مع وجود القليل فقط من المرافق والخدمات العامة المحددة تحت الملكية العامة. وكنظام سياسي، أصبحت الديمقراطية الاجتماعية مرتبطة بالاقتصاد الكينزي وتدخل الدولة ودولة الرفاهية كطريقة لتجنب الأزمات النموذجية للرأسمالية ولتجنب أو منع البطالة الجماعية، دون إلغاء أسواق عناصر الإنتاج والملكية الخاصة والعمل المأجور. ومع ارتفاع شعبية النيوليبرالية واليمين الجديد بحلول ثمانينيات القرن العشرين، تبنت العديد من الأحزاب الديمقراطية الاجتماعية أيديولوجية الطرف الثالث، بهدف دمج الليبرالية الاقتصادية مع سياسات الرفاهية الاجتماعية الديمقراطية. وبحلول عام 2010، شهدت الأحزاب الديمقراطية الاجتماعية تراجعًا حادًا بسبب قبولها بالتثليث والتحول النيوليبرالي في سياسات مثل التقشف، ورفع القيود، والتجارة الحرة، والخصخصة، وإصلاحات الرفاهية مثل الرفاه الاجتماعي المشروط. ولم يعد الطرف الثالث يحظى بشعبية إلى حد كبير في ظاهرة تُعرف باسم باسوكيفيكيشن. وربط العلماء بين تراجع أحزاب الديمقراطية الاجتماعية وانخفاض عدد العمال الصناعيين وزيادة الازدهار الاقتصادي للناخبين وميل هذه الأحزاب إلى التحول من اليسار إلى الوسطية فيما يتعلق بالقضايا الاقتصادية. وقد عزلوا قاعدتهم السابقة من مؤيديهم وناخبيهم في هذه العملية. واقترن هذا التراجع بدعم لمزيد من الأحزاب اليسارية والشعبوية اليسارية، وكذلك للأحزاب الديمقراطية الاجتماعية اليسارية والخضر التي ترفض سياسات الطرف الثالث والنيوليبرالية.
كان للديمقراطية الاجتماعية تأثير كبير خلال القرن العشرين. ابتداءً من عشرينيات وثلاثينيات القرن العشرين، في أعقاب الحرب العالمية الأولى وفترة الكساد الكبير، جرى انتخاب الديمقراطيين الاجتماعيين للسلطة. في دول مثل بريطانيا وألمانيا والسويد، أقر الاشتراكيون الديمقراطيون إصلاحات اجتماعية واعتمدوا مناهج كينزية بدائية روج لها عبر العالم الغربي في فترة ما بعد الحرب، والتي استمرت حتى السبعينيات والتسعينيات من القرن العشرين. ويميل الأكاديميون والمعلقون السياسيون وغيرهم من العلماء إلى التمييز بين الدول الاشتراكية الاستبدادية والدول الاشتراكية الديمقراطية، إذ تمثل الأولى الكتلة السوفيتية والأخيرة تمثل دول الكتلة الغربية التي كانت تحكم ديمقراطيًا من قبل الأحزاب الاشتراكية مثل بريطانيا وفرنسا والسويد والدول الاجتماعية الغربية والديمقراطيات بشكل عام. تعرضت الديمقراطية الاشتراكية لانتقادات من اليسار واليمين. ينتقد اليسار الاشتراكية الديموقراطية لخيانتها للطبقة العاملة خلال الحرب العالمية الأولى ولعبها دورًا في فشل الموجة الثورية البروليتارية 1917-1924. وتتهم الديمقراطيين الاجتماعيين بالتخلي عن الاشتراكية. على العكس من ذلك، ينتقد اليمين بشكل أساسي نقدهم للرفاهية. وهناك انتقاد آخر يتعلق بتوافق الديمقراطية والاشتراكية.

## أواخر القرن الثامن عشر حتى أواخر القرن التاسع عشر

### الثورات وأصول الحركة الاشتراكية (1793-1864)
يعود مفهوم الديمقراطية الاجتماعية إلى الثورة الفرنسية والثورات البرجوازية الديمقراطية عام 1848، إذ رأى المؤرخون مثل ألبرت ماثيز الدستور الفرنسي لعام 1793 كمثال وإلهام، ووصف ماكسيميليان روبسبيار بأنه الأب المؤسس للديمقراطية الاجتماعية. وتعود أصول الاشتراكية الديمقراطية كحركة للطبقة العاملة إلى ستينيات القرن التاسع عشر، مع صعود أول حزب كبير للطبقة العاملة في أوروبا، وهو الجمعية العامة للعمال الألمان (إيه دي إيه فّي) التي أسسها فرديناند لاسال عام 1863. وظهر في الستينيات من القرن التاسع عشر أن مفهوم الديمقراطية الاجتماعية يميز نفسه عن عمد عن مفهوم الديمقراطية الليبرالية. ويشرح ثيودور درابر في كتابه جذور الشيوعية الأمريكية، أن هناك نسختان ديمقراطيتان اجتماعيتان متنافستان للاشتراكية في أوروبا القرن التاسع عشر، وخاصة في ألمانيا، حيث كان التنافس على النفوذ السياسي بين اللاساليين والماركسيين. على الرغم من فوز الماركسيين نظريًا بحلول أواخر ستينيات القرن التاسع عشر ووفاة لاسال في وقت مبكر من عام 1864، إلا أنه من الناحية العملية انتصر اللاساليون، إذ أثرت الديمقراطية الاجتماعية ذات النمط الوطني والاشتراكية الإصلاحية على نمو التطورية في ثمانينيات القرن التاسع عشر والعقد الأول من القرن العشرين. وشهد عام 1864 تأسيس جمعية الشغيلة العالمية، المعروفة أيضًا باسم الأممية الأولى. وقد جمعت الاشتراكيين من مختلف المواقف وتسببت في البداية بصراع بين كارل ماركس واللاسلطويين، بقيادة ميخائيل باكونين، حول دور الدولة في الاشتراكية، مع رفض باكونين لأي دور للدولة. والمسالة الأخرى في الأممية الأولى كانت مسألة الإصلاحية ودورها داخل الاشتراكية.